# 巴爾維諾克 (赫爾松區)
巴爾維諾克（烏克蘭語：Барвінок），是烏克蘭南部赫爾松州赫尔松区乔尔诺巴伊夫卡市镇内的村落。面積0.61平方公里，海拔高度41米，2001年人口127，人口密度每平方公里209.2人。